# Нейротурнікет
Нейротурнікет — це приклад біоелектронної медицини, спосіб зупинки кровотеч через стимуляцію блукаючого нерва, що з'єднує мозок і селезінку. Цей спосіб було винайдено та тестують в Інституті Файнштейна.  
Нейронний турнікет пропонує неінвазивний спосіб зупинки неконтрольованої кровотечі. Перші відкриті дослідження планують провести для зупинки післяпологових кровотеч в країнах третього світу.

## Механізм дії
Таким чином блукаючий нерв надсилає сигнал до селезінки, яка посилено вивільнятиме тромбоцити, що циркулюватимуть по всьому тілу, шукаючи пошкодження. Коли пошкодження виявлено підготовлені тромбоцити швидше активуються та прискорюють згортання крові. Лікар стверджують, що нейронні джгути можливо використовувати також при внутрішніх кровотечах. 